# 大分市立滝尾小学校
大分市立滝尾小学校（おおいたしりつ たきおしょうがっこう）は、大分県大分市大字羽田にある公立小学校である。

## 概要
大分市街地から見て、南東方向に大分川を越えた右岸を校区とする。2016年3月で開校140周年を迎える歴史のある学校である。

## 沿革
- 1876年（明治9年）3月5日 - 羽田小学校として開校。
- 1889年（明治22年）3月 - 滝尾尋常小学校となる。
- 1908年（明治41年）3月 - 滝尾尋常高等小学校となる。
- 1941年（昭和16年）4月 - 滝尾国民学校となる。
- 1947年（昭和22年）4月 - 大分市立滝尾小学校となる。
- 1971年（昭和46年）3月19日 - 北校舎竣工。
- 1973年（昭和48年）1月30日 - 南校舎竣工。
- 1975年（昭和50年）3月5日 - 開校100周年記念式挙行。
- 1976年（昭和51年）4月10日 - 大分市立森岡小学校が分離。
- 1988年（昭和63年）3月12日 - 体育館完成。
- 2001年（平成13年）4月 - 大分市立下郡小学校が分離。
- 2003年（平成14年）3月 - プール完成。

## 通学区域
片島、かたしま台1-3丁目、長谷町、羽田、藤の台、米良、ゆめが丘